# Los Legendarios
Los Legendarios (noti precedentemente come Marc & Jaycob e Los Tranz4Merz) è un duo musicale portoricano formatosi nel 2008. È costituito dai produttori discografici Marcos Alfonso Ramírez Carrasquillo e Víctor Rafael Torres Betancourt.

## Storia del gruppo
Il duo, originario di San Juan, ha iniziato a produrre brani per altri artisti a partire dal 2008 sotto il nome artistico di Marc & Jaycob, per poi adottare la denominazione Los Tranz4Merz l'anno seguente e Los Legendarios nel 2014. Da allora sono stati responsabili per la produzione di hit per numerosi artisti, tra i quali Carlos Vives, Chyno Miranda, i CNCO, Diego Torres, Funky, Olga Tañón, Ozuna, Nacho, Reik, Sebastián Yatra, Wisin e Wisin & Yandel.
Nel 2021 hanno ricevuto il Billboard Latin Music Award all'artista di ritmo latino dell'anno, oltre a conseguire nomination agli MTV Millennial Awards e ai Premios Juventud. Il loro album in studio di debutto, intitolato Los Legendarios 001, si è posizionato in 29ª posizione nella Top 100 Albumes spagnola ed è stato promosso dagli estratti Mi niña e Fiel, certificati rispettivamente doppio e quintuplo platino dalla Productores de Música de España. Fiel, il primo ingresso del duo nella Hot 100 degli Stati Uniti d'America, ha conquistato la vetta della hit parade singoli in diversi mercati ispanici, come Colombia, Costa Rica, Messico, Perù, Repubblica Dominicana e Spagna. La Recording Industry Association of America ha conferito alla formazione ventidue dischi di platino e due d'oro con le soglie di livello latino, equivalenti a 1,4 milioni di unità certificate in singoli e LP in suolo statunitense.

## Discografia

### Album in studio
- 2021 – Los Legendarios 001
- 2022 – Multimillo, vol. 1 (con Wisin)

### Singoli
- 2020 – Mi niña (con Myke Towers e Wisin)
- 2020 – Tus besos (con Chris Andrew e Abdiel)
- 2021 – Hagámoslo otra vez (con Abdiel e Alex Rose)
- 2021 – Mari Mari (con Wisin e Chencheo Corleone)
- 2021 – Fiel (con Wisin e Jhay Cortez)
- 2021 – Playita (con Wisin)
- 2021 – Natural (con Chris Andrew)
- 2022 – Buenos días (con Wisin e Camilo)
- 2023 – Flashbacks (con Chris Andrew)